# Cuphea watsonii
Cuphea watsonii là một loài thực vật có hoa trong họ Lythraceae. Loài này được M.E.Jones mô tả khoa học đầu tiên năm 1933.